# Thierry Pilenko
Thierry Pilenko, né le 17 juillet 1957 à Lyon, est un ingénieur et dirigeant d'entreprise français. Il fut le président de Technip de avril 2007 à 2017.

## Biographie

### Formation
Thierry Pilenko est ingénieur de l'École nationale supérieure de géologie de Nancy et de l'École nationale supérieure du pétrole et des moteurs.

### Carrière
Il commence sa carrière en 1984 chez Schlumberger et y restera pendant 20 ans : il met au point des systèmes d’interprétation des réservoirs d’hydrocarbures, puis développe des logiciels de simulation. Durant ces 20 années il sera amené à travailler au Venezuela, en Italie, au Gabon, au Nigeria, à Dubai, en Indonésie, aux États-Unis, etc.,.
En 2004, il intègre Veritas DGC, une société de services géophysiques basée à Houston, en tant que président directeur général. C’est sous sa direction que le groupe lance sa première campagne d’exploration Wide Azimuth et que de grandes réserves pétrolifères sont trouvées au Brésil et dans le golfe du Mexique. Thierry Pilenko refuse de s’attribuer le mérite de ce succès : « En tant qu’ingénieur-manager, il faut créer les conditions de la réussite en encourageant et en soutenant les équipes sur les aspects scientifiques, technologiques, opérationnels, commerciaux… et il faut y croire. J’ai toujours cru qu’il existait des réservoirs sous les couches de sel. ».
En 2007, il est nommé à la tête de Technip. Il agrée la fusion avec la société américaine FMC en 2017.
Il est nommé président de TechnipFMC à sa création. Il quitte l'entreprise en 2019 avec un bonus de quatre millions d'euros et dix millions d'euros d'actions gratuites, ceci alors que TechnipFMC enregistre une perte de 1,9 milliard de dollars en 2018. Les conditions de son départ provoquent de vives critiques, y compris de la part du Medef. Ce départ accentue le malaise lié aux conditions de la fusion avec FMC : d'abord parce que FMC était deux fois plus petit que Technip. Ensuite parce que la direction générale du nouveau groupe est revenue non pas un à Français mais à un Américain. Par ailleurs le comité exécutif de TechnipFMC ne compte plus que trois ex-Technip sur onze membres. Thierry Pilenko se voit reprocher d'avoir, lors de la fusion favorisé la partie américaine. Privés de perspectives de carrière, plusieurs hauts dirigeants de l'ex-Technip quittent alors le groupe. Selon certains observateurs, son départ acte la prise de pouvoir par les Américains dans TechnipFMC.

### Vie privée
Il est passionné de plongée sous-marine.
Il est également connu pour sa passion pour les Harley-Davidson.

### Distinction
En 2011, il reçoit le prix Carrière lors des Prix des ingénieurs de l'année organisé par L'Usine nouvelle et Industrie et Technologies.

### Rémunération
En 2013, Thierry Pilenko a touché une rémunération globale de 1 765 341 € en tant que PDG de Technip.
Lorsqu'il quitte l'entreprise en 2019, il reçoit une prime de départ comprenant un bonus de 4 millions d'euros ainsi que 10 millions d'euros en actions.